# Polanowice (Byczyna)
Polanowice (deutsch Polanowitz, 1936–1945 Kornfelde) ist ein Ort der Gmina Byczyna in der Woiwodschaft Opole in Polen.

## Geographie

### Geographische Lage
Polanowice liegt im nordwestlichen Teil Oberschlesiens im Kreuzburger Land. Das Dorf Polanowice liegt rund zwei Kilometer südwestlich vom Gemeindesitz Byczyna, rund 19 Kilometer nordwestlich der Kreisstadt Kluczbork und etwa 64 Kilometer nordöstlich der Woiwodschaftshauptstadt Oppeln.

### Ortsteile
Zu Polanowice gehört die südwestlich gelegene Kolonie Brzózki (Kolonie Birkenfeld).

### Nachbarorte
Nachbarorte von Polanowice sind im Norden Ciecierzyn (Neudorf), im Osten der Gemeindesitz Byczyna (Pitschen), im Süden Biskupice  (Bischdorf) und Kochłowice (Kochelsdorf) und im Westen Proślice (Proschlitz).

## Geschichte

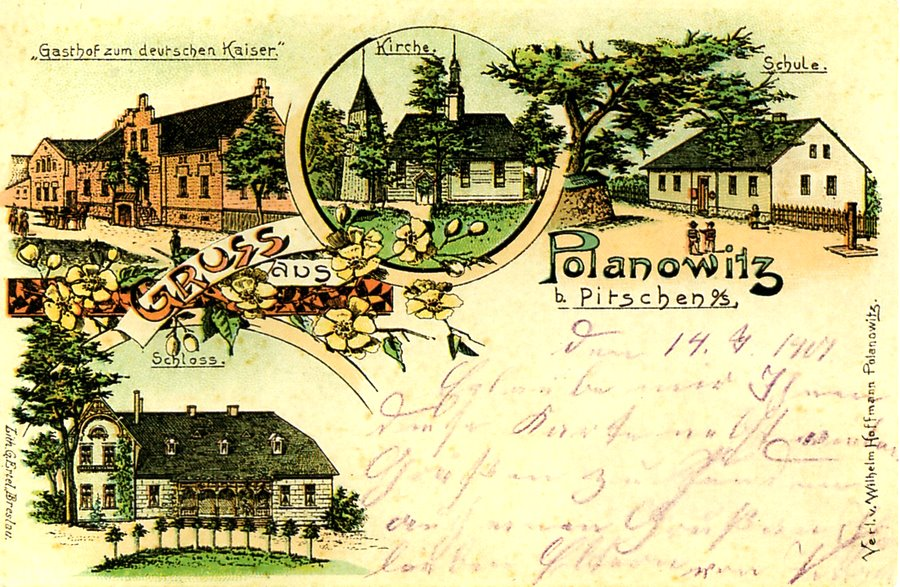
Lithographie von Polanowitz aus dem Jahr 1901

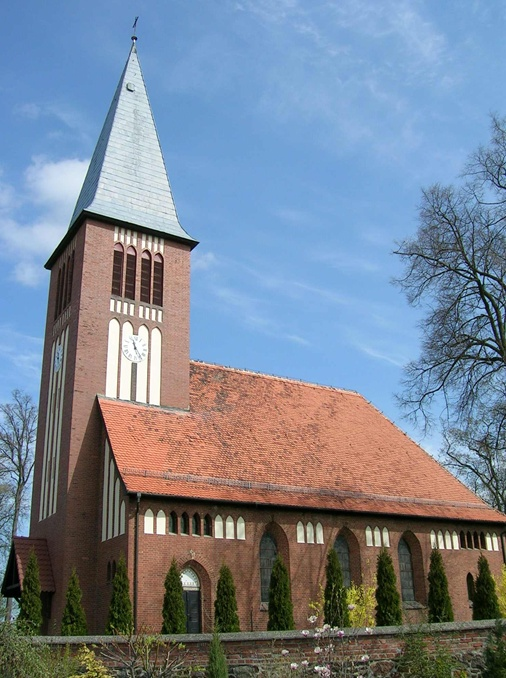
Mariä-Heimsuchung-Kirche

Das Dorf wird 1405 erstmals als Polenwicz erwähnt. Der slawische Name Polanowice bedeutet Jagdbezirk.
Während der Schlacht von Pitschen im Jahr 1588 wurde das Dorf verwüstet. Nach den Zerstörungen erfolgte noch im gleichen Jahr der Bau einer  hölzernen Dorfkirche.
1841 wird ein Schulhaus im Ort erbaut. 1845 bestanden im Dorf eine evangelische Kirche, eine evangelische Schule, eine Brennerei und weitere 74 Häuser. Im gleichen Jahr lebten in Polanowitz 533 Menschen, davon zwei katholisch und zehn jüdisch. 1861 lebten in Polanowitz 646 Menschen. 1872 wird ein Schloss im Ort erbaut. 1874 wurde der Amtsbezirk Polanowitz gegründet. Zwischen 1890 und 1891 wird die Straße nach Proschlitz angelegt.
1911 wurde das Schloss Polanowitz abgerissen und durch einen neuen Schlossbau ersetzt. Es diente ab nun der Familie Rudolphi als Wohnsitz. Zwischen 1912 und 1913 erfolgte der Bau einer steinernen Kirche. 1927 wird ein neues Schulgebäude errichtet. 1933 lebten in Polanowitz 655 Menschen. Zum 27. Mai 1936 erfolgte die Umbenennung des Dorfes in Kornfelde. 1939 zählte das Dorf 650 Einwohner. Bis 1945 gehörte das Dorf zum Landkreis Kreuzburg O.S.
Als Folge des Zweiten Weltkriegs fiel Polanowitz 1945 wie der größte Teil Schlesiens unter polnische Verwaltung. Nachfolgend wurde der Ort in Polanowice umbenannt und der Woiwodschaft Schlesien angeschlossen. 1950 wurde es der Woiwodschaft Oppeln eingegliedert. 1999 kam der Ort zum neu gegründeten Powiat Kluczborski (Kreis Kreuzburg).

## Sehenswürdigkeiten
- Die römisch-katholische Mariä-Heimsuchung-Kirche (poln. Kościół Nawiedzenia Najświętszej Maryi Panny) wurde zwischen 1912 und 1913 an Stelle eines hölzernen Vorgängerbaus errichtet. Das Gotteshaus wurde im neogotischen Stil auf einem rechteckigen Grundriss erbaut. An der Westseite befindet sich ein Glockenturm mit quadratischen Grundriss und einem Pyramidendach. Bis 1945 diente das Gebäude als protestantisches Gotteshaus. Eine ursprünglich aus dem 15. Jahrhundert stammende Glocke wurde im Zweiten Weltkrieg eingeschmolzen.[8][4] Erhalten hat sich außerdem eine steinerne Umzäunung des Geländes, die noch vom Vorgängerbau stammte. Die Kirche sowie die Steinmauer stehen seit 2009 unter Denkmalschutz.[9]
- Das Schloss Polanowitz wurde 1911 erbaut. Der Vorgängerbau aus dem Jahr 1872 wurde zuvor abgerissen. Zwischen 1911 und 1945 diente das Schloss der Familie Rudolphi als Wohnsitz. Nach 1945 wurde im Schloss eine Schule eingerichtet. 1981 brannte das Gebäude teilweise nieder und wurde erst 1989 wieder aufgebaut. Der Wiederaufbau des Schlosses erfolgte in schlichten Formen. Es dient bis heute weiterhin als Schule.[5]
- Auf dem Friedhof befinden sich noch zahlreiche Gräber aus deutscher Zeit.